# Autour d'elle
Autour d'elle est un tableau réalisé par le peintre français Marc Chagall en 1945. Cette huile sur toile représente notamment l'artiste lui-même sa tête posée à l'envers sur son cou, la ville de Vitebsk apparaissant comme dans une bulle et Bella Chagall, récemment décédée, un éventail à la main. Don du peintre en 1953, elle est aujourd'hui conservée au musée national d'Art moderne, à Paris.